# Gennadi Volnov
Gennadi Georgievitsj Volnov (Russisch: Геннадий Георгиевич Вольнов) (Moskou, 28 november 1939 - Konakovo, 15 juli 2008) was een Russisch basketbalspeler die speelde voor de nationale ploeg van de Sovjet-Unie.

## Carrière
Volnov begon zijn carrière bij Spartak Moskou. Na een jaar ging Volnov spelen voor CSKA Moskou (1958-1970). Hij won met CSKA negen landstitels en drie Europacups. In 1971 stapte Volnov over naar Boerevestnik Moskou. In 1972 sloot Volnov zijn loopbaan af bij Dinamo Moskou. In 1963 werd hij landskampioen van de Sovjet-Unie met de RSFSR Moskou.
Volnov won de gouden medaille voor de Sovjet-Unie op de Olympische Spelen van 1972. Hij won twee zilveren medailles op de Spelen in 1960 en 1964. De bronzen medaille won hij op de Olympische Spelen in 1968. Volnov won ook een gouden medaille op het Wereldkampioenschap in 1967 en brons in 1963. Volnov won zes gouden medailles op de Europese Kampioenschappen in 1959, 1961, 1963, 1965, 1967 en 1969. Hij was aanvoerder van de Sovjet-Unie van 1963 tot 1968. 
Volnov was afgestudeerd aan de Moskouse afdeling van het Instituut van Smolensk Lichamelijke Opvoeding (1971), werkte als leraar en als hoofd van het Ministerie van Lichamelijke Opvoeding en Sport Academie van chemische hun bescherming. Hij ontving een academische titel van associate professor, dan - de professor. Volnov was een gepensioneerde kolonel. Hij kreeg de titel Meester in de sport van de Sovjet-Unie in 1964, de Ereteken van de Sovjet-Unie, twee keer de Medaille voor Voortreffelijke Prestaties tijdens de Arbeid en de Medaille "Voor Labour Onderscheiding".

## Erelijst
- Landskampioen Sovjet-Unie: 10
  - Winnaar: 1959, 1960, 1961, 1962, 1963, 1964, 1965, 1966, 1969, 1970
  - Tweede: 1958
  - Derde: 1967, 1968
- EuroLeague: 3
  - Winnaar: 1961, 1963, 1969
- Olympische Spelen: 1
  - Goud: 1972
  - Zilver: 1960, 1964
  - Brons: 1968
- Wereldkampioenschap: 1
  - Goud: 1967
  - Brons: 1963
- Europees kampioenschap: 6
  - Goud: 1959, 1961, 1963, 1965, 1967, 1969